# Lacurile Prutului de Jos
Lacurile Prutului de Jos sunt o arie protejată din Republica Moldova, zonă umedă de importanță internațională. Suprafața totală este de 19.152,5 ha. Conform Legii nr. 1538 din 25.02.1998 privind fondul ariilor naturale protejate de stat, obiectivul este administrat de Autoritatea centrală pentru mediu, Agenția pentru Silvicultură „Moldsilva”, Concernul Republican pentru Gospodărirea Apelor „Apele Moldovei”, autoritățile administrației publice locale, cât și alți deținători de terenuri.

## Istorie
Zona umedă se regăsește sub numărul 1029 în Lista Ramsar, fiind introdusă la 20 iunie 2000.

## Clasificare și caracteristici
Situl este mărginit la vest de râul Prut, iar la sud de estuarul râului în Dunăre. Conține trei tipuri de zone umede Ramsar: O (lacuri permanente cu apă dulce), M (râu permanent) și 1 (rezervoare de pește). Situl satisface criteriul 2 de specii vulnerabile și criteriul 3 de biodiversitate.
Lacurile Beleu și Manta sunt ecosistem unice, descrise ca fiind ultimele lunci inundabile naturale ale regiunii Dunării de Jos. Sistemul este important datorită circuitului de ape subterane, controlului inundațiilor și captării sedimentelor, dar și pentru lista lungă de specii rare și vulnerabile de floră și faună.

## Statut de protecție
Situl găzduiește mai multe monumente istorice, printre care Valul lui Traian, datat din aprox. 100 d.Hr.
Din punct de vedere ecologic, se atestă o scădere a recoltei de pește și a suprafețelor de pădure. Conform Ramsar, zona este un candidat potrivit pentru înființarea unei rezervații de biosferă UNESCO.
Zona mai găzduiește și aria de importanță aviafaunistică Lacul Manta și Lacul Beleu, care cuprinde 115 specii cuibăritoare, 53 de specii în pasaj, 7 specii oaspeți de vară, 1 specie oaspeți de iarnă. Predomină speciile acvatice.